# Soy un pobre agujero
«Soy un pobre agujero» es una canción de León Gieco incluida en el álbum Pensar en nada del año 1981.
La letra recurre a la figura literaria Personificación ya que la voz corresponde a la mirada de un agujero.